# Cabinet fantôme du Parti libéral-démocrate
Le Cabinet fantôme du Parti libéral-démocrate (自由民主党シャドウ・キャビネット, Jiyūminshutō Shadō kyabinetto), ou LDP Shadow Cabinet selon la traduction officielle en anglais et raccourci en SC, est le cabinet fantôme formé le 22 septembre 2010 par le Parti libéral-démocrate, désormais principal parti d'opposition depuis sa défaite aux élections législatives du 30 août 2009. Sa création intervient au moment d'un remaniement de la direction du parti par son président, Sadakazu Tanigaki, afin de mieux y intégrer un trio représentatif de la génération montante du mouvement (Nobuteru Ishihara, Yuriko Koike et Shigeru Ishiba). Il succède au Next Japan, lui-même formé le 6 avril précédent, et se rapproche plus du modèle anglo-saxon de contre-gouvernement que ce dernier. Il prend fin à la suite du retour au pouvoir du PLD, conséquence de la victoire du parti aux élections législatives de 2012.

## Fonction
Le rôle du Next Japan était surtout, dans chaque secteur, d'exposer les positions et propositions du parti à destination des médias, de la population ainsi que de la majorité, de participer au processus de réforme et de modernisation du parti, en tentant de préparer notamment un renouvellement générationnel. Il s'agissait donc plus d'un organe de réflexion transitionnel plus que d'un réel cabinet fantôme. Le Cabinet fantôme au contraire, dispose d'un titulaire pour chaque ministère composant le Cabinet officiel, afin de mieux contrer le ministre équivalent dans le gouvernement.

## Premier Cabinet fantôme Tanigaki (22 septembre 2010 - 14 octobre 2011)
| fonction | Personnalité                                                        | Faction   | Diète        | Circonscription                                     | Ministres contrés |
| --- | ------------------------------------------------------------------- | --------- | ------------ | --------------------------------------------------- | --- |
| Premier ministre fantôme | Sadakazu Tanigaki                                                   | Kōchikai  | Représentant | Kyōto (5e district)                                 | Naoto Kan (jusqu'au 2 septembre 2011) Yoshihiko Noda |
| Secrétaire général du Cabinet fantôme | Shigeru Ishiba                                                      | Heiseikai | Représentant | Tottori (1er district)                              | Yoshito Sengoku (jusqu'au 14 janvier 2011) Yukio Edano (jusqu'au 2 septembre 2011) Osamu Fujimura |
| Ministre fantôme des Affaires intérieures et des Communications | Mitsuhide Iwaki                                                     | Seiwakai  | Conseiller   | Fukushima                                           | Yoshihiro Katayama (jusqu'au 2 septembre 2011) Tatsuo Kawabata |
| Ministre fantôme de la Justice | Katsuei Hirasawa                                                    | Kinmirai  | Représentant | Tōkyō (17e district)                                | Minoru Yanagida (jusqu'au 22 novembre 2010) Yoshito Sengoku (jusqu'au 14 janvier 2011) Satsuki Eda (jusqu'au 2 septembre 2011) Hideo Hiraoka |
| Ministre fantôme des Affaires étrangères également ministre d'État fantôme pour Okinawa et les Territoires du Nord | Itsunori Onodera                                                    | Kōchikai  | Représentant | Miyagi (6e district)                                | Seiji Maehara (MOFA jusqu'au 06/03/2011) Takeaki Matsumoto (MOFA, 06/03-02/09/2011) Kōichirō Genba (MOFA depuis 02/09/2011) Sumio Mabuchi (Okinawa - T. du Nord, jusqu'au 14/01/2011) Yukio Edano (Okinawa - T. du Nord, 14/01-02/09/2011) Tatsuo Kawabata (Okinawa - T. du Nord depuis 02/09/2011) |
| Ministre fantôme des Finances | Yoshimasa Hayashi                                                   | Kōchikai  | Conseiller   | Yamaguchi                                           | Yoshihiko Noda (jusqu'au 2 septembre 2011) Jun Azumi |
| Ministre fantôme de l'Éducation, de la Culture, des Sports, des Sciences et de la Technologie également ministre d'État fantôme à la Politique scientifique et technologique | Hakubun Shimomura                                                   | Seiwakai  | Représentant | Tōkyō (11e district)                                | Yoshiaki Takaki (Éducation jusqu'au 02/09/2011) Masaharu Nakagawa (Éducation depuis 02/09/2011) Banri Kaieda (P. scientifique jusqu'au 14/01/2011) Kōichirō Genba (P. scientifique, 14/01-02/09/2011) Motohisa Furukawa (P. scientifique depuis 02/09/2011) |
| Ministre fantôme de la Santé, du Travail et des Affaires sociales | Norihisa Tamura                                                     | Heiseikai | Représentant | Tōkai (proportionnelle)                             | Ritsuo Hosokawa (jusqu'au 2 septembre 2011) Yōko Komiyama |
| Ministre fantôme de l'Agriculture, des Forêts et de la Pêche (Agriculture et Forêts) | Mitsuhiro Miyakoshi                                                 | Kōchikai  | Représentant | Toyama (2e district)                                | Michihiko Kano |
| Ministre fantôme de l'Agriculture, des Forêts et de la Pêche (Pêche) | Tetsurō Nomura                                                      | Heiseikai | Conseiller   | Kagoshima                                           | Michihiko Kano |
| Ministre fantôme de l'Économie, du Commerce et de l'Industrie | Yasutoshi Nishimura                                                 | -         | Représentant | Hyōgo (9e district)                                 | Akihiro Ōhata (jusqu'au 14 janvier 2011) Banri Kaieda (jusqu'au 2 septembre 2011) Yoshio Hachiro |
| Ministre fantôme du Territoire, des Infrastructures, des Transports et du Tourisme | Kōichi Yamamoto                                                     | Kōchikai  | Représentant | Ehime (4e district)                                 | Sumio Mabuchi (jusqu'au 14 janvier 2011) Akihiro Ōhata (jusqu'au 2 septembre 2011) Takeshi Maeda |
| Ministre fantôme de l'Environnement | Kazunori Tanaka                                                     | Kinmirai  | Représentant | Minami-Kantō (proportionnelle)                      | Ryū Matsumoto (jusqu'au 27 juin 2011) Satsuki Eda (jusqu'au 2 septembre 2011) Gōshi Hosono |
| Ministre fantôme de la Défense | Takeshi Iwaya (jusqu'au 23/06/2011) Hiroshi Imazu (à p. 23/06/2011) | Ikōkai -  | Représentant | Kyūshū (proportionnelle) Hokkaidō (proportionnelle) | Toshimi Kitazawa (jusqu'au 2 septembre 2011) Yasuo Ichikawa |
| Ministre d'État fantôme, Commission nationale de sécurité publique, pour la Question des Enlèvements, à la Réforme de la décentralisation et à la Souveraineté locale, pour les Services financiers et la Politique économique et fiscale et aux Consommateurs et à la Sécurité alimentaire | Naokazu Takemoto                                                    | Kōchikai  | Représentant | Kinki (proportionnelle)                             | Tomiko Okazaki (Sécurité, Consommateurs jusqu'au 14/01/2011) Renhō (Consommateurs, 14/01-27/06/2011) Gōshi Hosono (Consommateurs, 27/06-02/09/2011) Minoru Yanagida (Enlèvements jusqu'au 22/11/2010) Yoshito Sengoku (Enlèvements, 22/11-14/01/2011) Kansei Nakano (Sécurité, Enlèvements, 14/01-02/09/2011) Kenji Yamaoka (Sécurité, Enlèvements, Consommateurs, depuis 02/09/2011) Yoshihiro Katayama (Décentralisation jusqu'au 02/09/2011) Tatsuo Kawabata (Décentralisation depuis 02/09/2011) Shōzaburō Jimi (Services financiers) Banri Kaieda (P. économique et fiscale jusqu'au 14/01/2011) Kaoru Yosano (P. économique et fiscale, 14/01-02/09/2011) Motohisa Furukawa (P. économique et fiscale, depuis 02/09/2011) |
| Ministre d'État fantôme à la Gestion des catastrophes | Tadayoshi Nagashima                                                 | Shisuikai | Représentant | Hoku-shin'etsu (proportionnelle)                    | Ryū Matsumoto (jusqu'au 5 juillet 2011) Tatsuo Hirano |
| Ministre d'État fantôme à la Revitalisation du gouvernement et à la Réforme de la Fonction publique (jusqu'au 23 juin 2011) | Tarō Kōno                                                           | Ikōkai    | Représentant | Kanagawa (15e district)                             | Renhō |
| Ministre d'État fantôme à l'Égalité sociale et des sexes et à la Baisse de la natalité | Seiko Hashimoto                                                     | Seiwakai  | Conseillère  | Proportionnelle nationale                           | Tomiko Okazaki (jusqu'au 14 janvier 2011) Kaoru Yosano (jusqu'au 2 septembre 2011) Renhō |

## Deuxième Cabinet fantôme Tanigaki (14 octobre 2011 - 26 septembre 2012)
Le 14 octobre 2011, après la formation de son gouvernement par le nouveau Premier ministre démocrate Yoshihiko Noda le 2 septembre 2011, Sadakazu Tanigaki présente un nouveau Cabinet fantôme.
| fonction | Personnalité        | Faction   | Diète        | Circonscription                  | Ministres contrés |
| --- | ------------------- | --------- | ------------ | -------------------------------- | --- |
| Premier ministre fantôme | Sadakazu Tanigaki   | Kōchikai  | Représentant | Kyōto (5e district)              | Yoshihiko Noda |
| Secrétaire général du Cabinet fantôme | Toshimitsu Motegi   | Heiseikai | Représentant | Tochigi (5e district)            | Osamu Fujimura |
| Ministre fantôme des Affaires intérieures et des Communications | Takuya Hirai        | -         | Représentant | Shikoku (proportionnelle)        | Tatsuo Kawabata |
| Ministre fantôme de la Justice | Masahiko Shibayama  | Seiwakai  | Représentant | Nord Kantō (proportionnelle)     | Hideo Hiraoka (14/10/2011-13/01/2012) Toshio Ogawa (13/01-04/06/2012) Makoto Taki (04/06/2012- ) |
| Ministre fantôme des Affaires étrangères | Itsunori Onodera    | Kōchikai  | Représentant | Miyagi (6e district)             | Kōichirō Genba |
| Ministre fantôme des Finances | Yasutoshi Nishimura | -         | Représentant | Hyōgo (9e district)              | Jun Azumi |
| Ministre fantôme de l'Éducation, de la Culture, des Sports, des Sciences et de la Technologie | Hakubun Shimomura   | Seiwakai  | Représentant | Tōkyō (11e district)             | Masaharu Nakagawa (14/10/2011-13/01/2012) Hirofumi Hirano (13/01/2012- ) |
| Ministre fantôme de la Santé, du Travail et des Affaires sociales | Yōichi Miyazawa     | Kōchikai  | Conseiller   | Préfecture de Hiroshima          | Yōko Komiyama |
| Ministre fantôme de l'Agriculture, des Forêts et de la Pêche (Agriculture et Forêts) | Toshio Yamada       | -         | Conseiller   | Proportionnelle nationale        | Michihiko Kano (14/10/2011-04/06/2012) Akira Gunji (04/06/2012- ) |
| Ministre fantôme de l'Agriculture, des Forêts et de la Pêche (Pêche) | Takao Makino        | Heiseikai | Conseiller   | Préfecture de Shizuoka           | Michihiko Kano (14/10/2011-04/06/2012) Akira Gunji (04/06/2012- ) |
| Ministre fantôme de l'Économie, du Commerce et de l'Industrie | Isshū Sugawara      | -         | Représentant | Tōkyō (proportionnelle)          | Yukio Edano |
| Ministre fantôme du Territoire, des Infrastructures, des Transports et du Tourisme | Yoshio Mochizuki    | Kōchikai  | Représentant | Tōkai (proportionnelle)          | Takeshi Maeda (14/10/2011-04/06/2012) Yūichirō Hata (04/06/2012- ) |
| Ministre fantôme de l'Environnement | Masayoshi Yoshino   | Seiwakai  | Représentant | Tōhoku (proportionnelle)         | Gōshi Hosono |
| Ministre fantôme de la Défense | Hiroshi Imazu       | -         | Représentant | Hokkaidō (proportionnelle)       | Yasuo Ichikawa (14/10/2011-13/01/2012) Naoki Tanaka (13/01-04/06/2012) Satoshi Morimoto (04/06/2012- ) |
| Ministre d'État fantôme, Commission nationale de sécurité publique, pour la Question des Enlèvements, à la Réforme de la décentralisation et à la Souveraineté locale, pour les Services financiers et la Politique économique et fiscale et à la Réforme administrative et de la Fonction publique | Naokazu Takemoto    | Kōchikai  | Représentant | Kinki (proportionnelle)          | Kenji Yamaoka (Sécurité, Enlèvements, 14/10/2011-13/01/2012) Jin Matsubara (Sécurité, Enlèvements, 13/01/2012- ) Tatsuo Kawabata (Décentralisation) Shōzaburō Jimi (Services financiers, 14/10/2011-04/06/2012) Tadahiro Matsushita (Services financiers, 04/06/2012-10/09/2012) Motohisa Furukawa (P. économique et fiscale) Renhō (R. de la Fonction publique, 14/10/2011-13/01/2012) Katsuya Okada (R. administrative, 13/01/2012- ) Masaharu Nakagawa (R. du Service public, 04/06/2012- ) |
| Ministre d'État fantôme à la Gestion des catastrophes | Tadayoshi Nagashima | Shisuikai | Représentant | Hoku-shin'etsu (proportionnelle) | Tatsuo Hirano (14/10/2011-10/02/2012) Masaharu Nakagawa (10/02/2012- ) |
| Ministre d'État fantôme à l'Égalité sociale et des sexes, à la Baisse de la natalité, aux Consommateurs et à la Sécurité alimentaire | Eriko Yamatani      | Seiwakai  | Conseillère  | Proportionnelle nationale        | Renhō (Dénatalité et Égalité, 14/10/2011-13/01/2012) Katsuya Okada (Dénatalité et Égalité, 13/01-10/02/2012) Masaharu Nakagawa (Dénatalité et Égalité, 10/02/2012- ) Kenji Yamaoka (Consommation et Sécurité alimentaire, 14/10/2011-13/01/2012) Jin Matsubara (Consommation et Sécurité alimentaire, 13/01/2012- ) |

## Cabinet fantôme Abe (depuis le 22 octobre 2012)
Le 22 octobre 2012, le nouveau président du PLD, élu le 26 septembre précédent, Shinzō Abe présente son Cabinet fantôme.
| fonction | Personnalité        | Faction   | Diète         | Circonscription                  | Ministres contrés |
| --- | ------------------- | --------- | ------------- | -------------------------------- | --- |
| Premier ministre fantôme | Shinzō Abe          | Seiwakai  | Représentant  | Yamaguchi (4e district)          | Yoshihiko Noda |
| Secrétaire général du Cabinet fantôme | Akira Amari         | Kinmirai  | Représentant  | Sud Kantō (proportionnelle)      | Osamu Fujimura |
| Ministre fantôme des Affaires intérieures et des Communications | Shinji Inoue        | Ikōkai    | Représentant  | Tōkyō (25e district)             | Shinji Tarutoko |
| Ministre fantôme de la Justice | Tomomi Inada        | Seiwakai  | Représentante | Fukui (1er district)             | Keishū Tanaka (22/10/2012-23/10/2012) Makoto Taki (24/10/2012- ) |
| Ministre fantôme des Affaires étrangères | Norio Mitsuya       | Kōchikai  | Représentant  | Mie (5e district)                | Kōichirō Genba |
| Ministre fantôme des Finances | Naokazu Takemoto    | Kōchikai  | Représentant  | Kinki (proportionnelle)          | Kōriki Jōjima |
| Ministre fantôme de l'Éducation, de la Culture, des Sports, des Sciences et de la Technologie | Hiroyuki Yoshiie    | Seiwakai  | Conseiller    | Proportionnelle nationale        | Makiko Tanaka |
| Ministre fantôme de la Santé, du Travail et des Affaires sociales | Takamaro Fukuoka    | Heiseikai | Conseiller    | Préfecture de Saga               | Wakio Mitsui |
| Ministre fantôme de l'Agriculture, des Forêts et de la Pêche (Agriculture et Forêts) | Taku Etō            | Shisuikai | Représentant  | Miyazaki (2e district)           | Akira Gunji |
| Ministre fantôme de l'Agriculture, des Forêts et de la Pêche (Pêche) | Shinsuke Suematsu   | Seiwakai  | Conseiller    | Préfecture de Hyōgo              | Akira Gunji |
| Ministre fantôme de l'Économie, du Commerce et de l'Industrie | Yoshitaka Shindō    | Heiseikai | Représentant  | Nord Kantō (proportionnelle)     | Yukio Edano |
| Ministre fantôme du Territoire, des Infrastructures, des Transports et du Tourisme | Seigo Kitamura      | Kōchikai  | Représentant  | Kyūshū (proportionnelle)         | Yūichirō Hata |
| Ministre fantôme de l'Environnement | Masayoshi Yoshino   | Seiwakai  | Représentant  | Tōhoku (proportionnelle)         | Hiroyuki Nagahama |
| Ministre fantôme de la Défense | Ryōta Takeda        | Kinmirai  | Représentant  | Fukuoka (11e district)           | Satoshi Morimoto |
| Ministre d'État fantôme, Commission nationale de sécurité publique, pour la Question des Enlèvements, à la Réforme de la décentralisation et à la Souveraineté locale, aux Territoires du Nord et à Okinawa, à la Politique économique et fiscale, à la Réforme administrative et de la Fonction publique et à l'Égalité sociale et des sexes | Eriko Yamatani      | Seiwakai  | Conseillère   | Proportionnelle nationale        | Tadamasa Kodaira (Sécurité publique) Keishū Tanaka (Enlèvements, 22-23/10/2012) Osamu Fujimura (Enlèvements, 24/10/2012- ) Shinji Tarutoko (Décentralisation, TN-Okinawa) Seiji Maehara (P. économique et fiscale) Katsuya Okada (R. administrative, service public) Ikkō Nakatsuka (Égalité) |
| Ministre d'État fantôme à la Gestion des catastrophes | Tadayoshi Nagashima | Shisuikai | Représentant  | Hoku-shin'etsu (proportionnelle) | Mikio Shimoji |
| Ministre d'État fantôme à la Dénatalité, aux Consommateurs et à la Sécurité alimentaire | Toshiko Abe         | Kōchikai  | Représentante | Chūgoku (proportionnelle)        | Ikkō Nakatsuka (Dénatalité) Tadamasa Kodaira (Consommation et Sécurité alimentaire) |
| Ministre d'État à la Reconstruction | Kōichi Tani         | Shisuikai | Représentant  | Kansai (proportionnelle)         | Tatsuo Hirano |